# Karl Eifler
Karl Eifler (* 2. Dezember 1896 in Kunnersdorf auf dem Eigen; † 25. September 1974 in Berlin-Müggelheim) war ein deutscher Maler.

## Leben
Der Bauernsohn aus der Oberlausitz ließ sich zum Kunstlehrer ausbilden. Beide Lehramtsprüfungen legte er in Löbau ab. Nach der Rückkehr aus dem Ersten Weltkrieg trat er 1919 eine Stelle als Kunsterzieher im kleinen Niedercunnersdorf an. Zwischen 1925 und 1937 nahm er professionellen Malunterricht bei Künstlern, unter anderem bei Wolf Röhricht in Berlin, und zeigte die ersten eigenen Werke bei Ausstellungen des Sächsischen Kunstvereins Dresden. 1933 erhielt er eine Rektorenstelle in Taubenheim/Spree. Er wurde dann zur Wehrmacht einberufen und nahm am Zweiten Weltkrieg teil. 1943 war er in Dresden auf der Ausstellung „Soldat und Künstler“ vertreten.
Nach dem Ende des NS-Staats wurde Eifler 1945 aus dem Schuldienst entlassen. Etwa 1949 verschlug es ihn in den Südosten Berlins, wo er von 1951 bis 1957 in Köpenick als Zeichenlehrer für Aquarelle, Porträts, Akte und zeitweilig auch Mode beschäftigt war. Zudem wirkte er als freischaffender Porträt-, Landschafts- und Genremaler in Müggelheim.
Eifler war 1948 und 1949 auf der 2. und 3. Jahresausstellung Lausitzer Bildender Künstler in Bautzen bzw. Görlitz vertreten. 

## Werke (Auswahl)
- Porträt des Nationalpreisträgers August Czempiel (1952, Öl)[3][4]
- Porträt Josef Stanek, Held der Arbeit (1953, Kreidezeichnung)[4][5]
- Bauarbeiter im Inneren der Brücke (1951, Kreidezeichnung)[4][6]